# Hüfingen
Hüfingen (pronunciación en alemán: /ˈhyːfɪŋən/ⓘ) es una ciudad de unos 7.700 habitantes en el distrito de Selva Negra-Baar en el sur de Baden-Wurtemberg, Alemania, aproximadamente 20 km al sur de Villingen-Schwenningen. Con sus cinco barrios Behla, Fürstenberg, Hausen vor Wald, Mundelfingen y Sumpfohren está ubicada idílicamente sobre la meseta de la Baar.

## Procesión del Corpus Christi

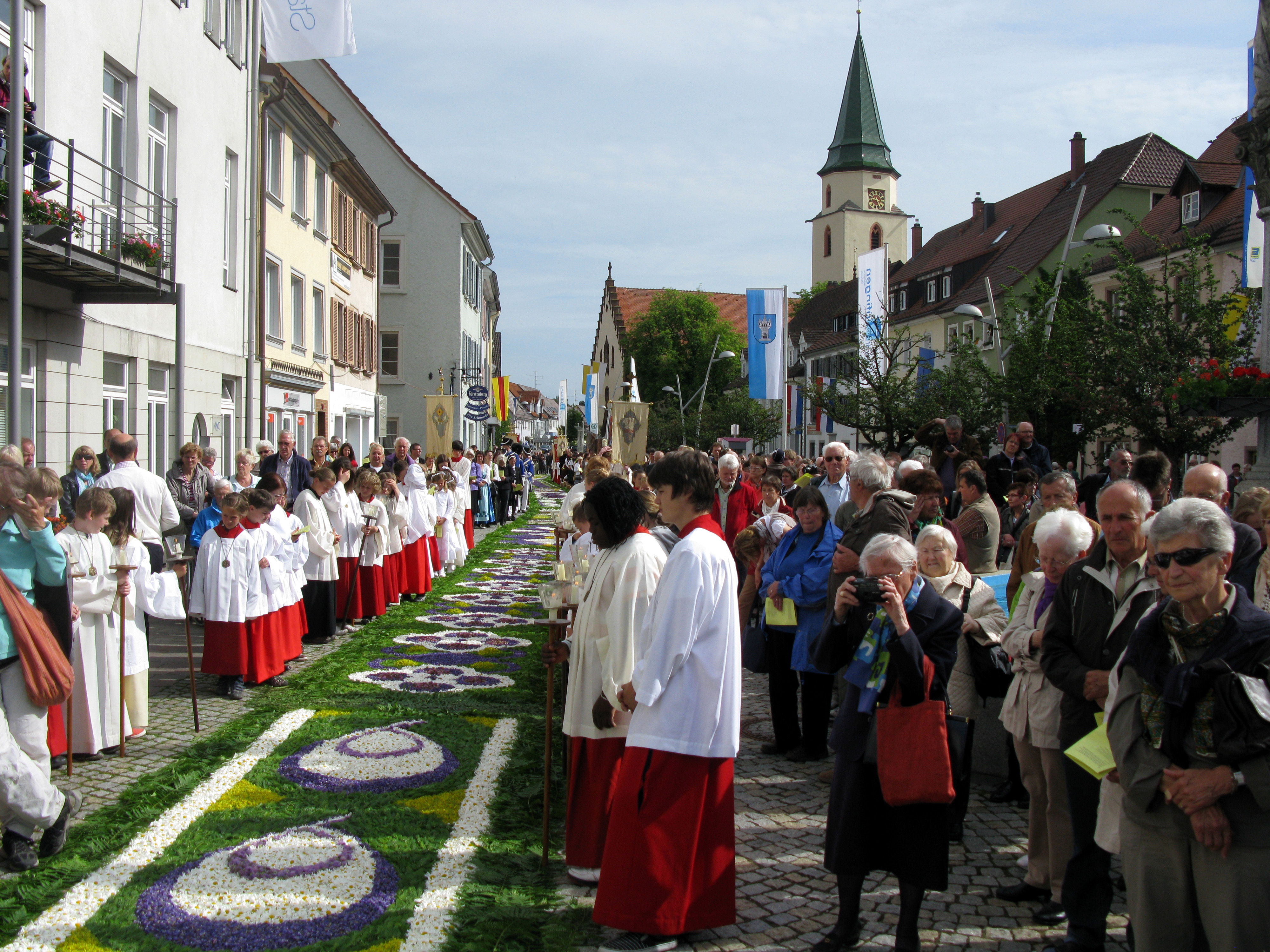
Procesión del Corpus Christi

Corpus Christi es una fiesta que los católicos de Hüfingen celebran cada año. A partir de las cuatro de la mañana elaboran una magnífica alfombra de flores que es 1,80 m de ancho y casi 500 m de largo.A las ocho y media comienza la procesión.